# Hardanges
Hardanges – miejscowość i gmina we Francji, w regionie Kraj Loary, w departamencie Mayenne.
Według danych na rok 1990 gminę zamieszkiwało 258 osób, a gęstość zaludnienia wynosiła 14 osób/km² (wśród 1504 gmin Kraju Loary Hardanges plasuje się na 1017. miejscu pod względem liczby ludności, natomiast pod względem powierzchni na miejscu 619.).